# 拉韋爾泰佐

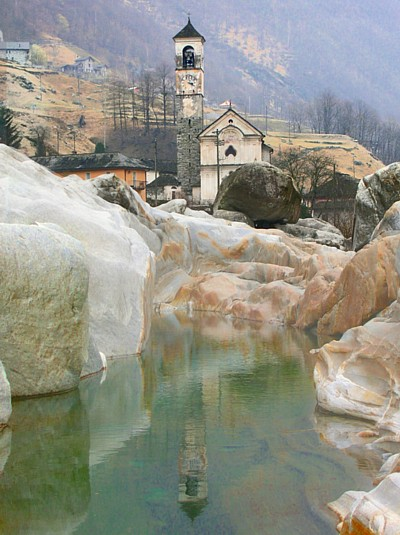

拉韋爾泰佐是瑞士的城鎮，位於該國南部，由提契諾州負責管轄，面積58.11平方公里，海拔高度536米，2011年人口1,211，七成半人口信奉羅馬天主教，人口密度每平方公里21人。